# Лопские погосты
Ло́пские пого́сты («Дикая Лопь») — древнерусское название исторической области, расположенной на севере Корельской земли, населённой карелами и частично саамами («лопарями»).
Восемь Лопских погостов с административными центрами в древних поселениях: Панозеро, Шуезеро, Ругозеро, Реболы, Паданы, Сельги, Семчезеро, Линдозеро., располагались к северу и северо-западу от Ладожского и Онежского озёр вплоть до государственной границы на западе и до побережья Белого моря на востоке.

## Общие сведения
Освоение территории карелами началось в XIV веке, проходило поэтапно с юга на север. Этапы колонизации территории были немногочисленны ввиду неблагоприятных природно-климатических условий. Обширные территории долго оставались незаселёнными.
Как административная сущность Лопские погосты образовались около 1480—1490-х в результате политики Великого князя Ивана III Васильевича, направленной на конфискацию вотчинных владений-ценных промысловых угодий корельской знати в пользу государства.
К середине XVI века на территории проживало около 7,5 тыс. человек, при этом 3/4 населения проживало в южных погостах. Сааммское население не превышало нескольких десятков семей, рассредоточенных по северным погостам.
Во время шведской интервенции 1610-х годов объединённый отряд крестьян Лопских погостов остановил наступление шведского войска под деревней Сапосалми Панозерского погоста.
До 1650 года территория Лопских погостов входила в Новгородский уезд, общее управление территорией осуществлялось приказным дьячим аппаратом Земли Новгородской. В 1650 году царём Алексеем Михайловичем Лопские погосты были переданы в состав вновь образованного Олонецкого уезда. В 1784 году, после образования Олонецкого наместничества, северные погосты — Панозерский и Шуерецкий составили Кемский уезд, южные погосты вошли в состав Повенецкого уезда наместничества.